# Roberta Ratzke
 Roberta Silva Ratzke (Curitiba, 28 de abril de 1990) é uma voleibolista brasileira, vice-campeã olímpica que atua na posição de Levantadora. Atualmente joga pelo Türk Hava Yolları Spor Kulübü.

## Carreira
Em 1998 através do surgimento de escolinhas de voleibol em Curitiba, Roberta despertou para a modalidade ainda cedo e com nove anos de idade já iniciava seus primeiros treinos na escolinha do Rexona-Ades/PR, depois seguiu pelo Santa Mônica Clube de Campo, Paraná Clube/Expoente , Colégio Positivo/PR, neste último atuou como Ponteira, foi premiada como Melhor Jogadora e Melhor Atacante do Campeonato Regional de 2006 pela Federação Paranaense, São Caetano/SP.
Já se destacava nas categorias de base e aos 12 anos de idade recebeu o título de Melhor Atleta do Ano  na categoria petiz  pela Federação Paranaense de Voleibol e, em 2003, ainda nas categorias de base,  sagrou-se vice-campeã da X International Cup Pré-Mirim, neste mesmo ano  foi premiada como Melhor Atleta da III Taça Paraná Mirim, além do Prêmio  de Destaque do Paraná Clube/Expoente, recebeu o título de Melhor Atleta do Ano desta vez na categoria pré-mirim pela Federação Paranaense de Voleibol.Ainda nas categorias de base foi campeã do Campeonato Regional, na categoria mirim, já na categoria infanto-juvenil  sagrou-se: vice-campeão do Campeonato Regional , da II Copa Minas Tênis Clube, campeã paranaense e dos Jogos Escolares  e na categoria infantil: vice-campeã do Campeonato Regional, da Copa Minas Tênis Clube e vice-campeã dos Jogos Colegiais.
Foi  vice-campeã no Campeonato Brasileiro de Seleções de 2003, categoria infanto-juvenil, divisão especial, realizado em Guaratuba, representando a Seleção Paranaense.Pelo Paraná Clube/Expoente conquistou o título da  IV Taça Paraná  Infantil de 2004 e campeã também na na categoria Infanto-Juvenil.Serviu as categorias de base da Seleção Paranaense, sagrou-se campeã do Campeonato Brasileiro de Seleções de 2005, na categoria infanto-juvenil da primeira divisão,  realizado em Marechal Floriano, Espírito Santo.Em 2006 foi atleta do  Círculo Militar do Paraná, mesmo ano que foi convocada para Seleção Brasileira, na categoria infanto-juvenil.
Ainda em 2006 foi campeã pelo Colégio Expoente dos Jogos Colegiais .E foi campeã dos Jogos da Juventude deste mesmo ano representando Curitiba Serviu a Seleção Brasileira na categoria infanto-juvenil no Campeonato Sul-Americano desta categoria em 2006, época da conquista da medalha de ouro.Disputou a sua primeira Superliga Brasileira A na temporada 2006-07 pelo São Caetano/SP.
Ainda em 2007 também recebeu convocação neste ano para integrar a Seleção Brasileira, categoria infanto-juvenil, pelo técnico Antônio Rizola em preparação para o Campeonato Mundial da categoria, a ser cuja sede foi no México, nas cidades de Tijuana e Mexicali, época que também atuava como ponta na equipe, foi relacionada entre as atletas que disputaram  o referido Mundial ocorrido  em Mexicali, vestiu a camisa#12, época que estava  atuando pelo Rexona-Ades/ PR  quando encerrou na quinta posição geral e foi a nona melhor atleta no levantamento e a vigé4sima terceira entre as jogadoras com melhor saque.Na jornada esportiva 2007-08 transfere-se para o Mackenzie/ Cia. do Terno , camia#12 encerrando na nona posição .
Em 2008 foi convocada para  categoria de base da Seleção Brasileira e disputou o Campeonato Sul-Americano Juvenil em Lima-Peru, e obteve a medalha de ouro e ainda eleita como a Melhor Levantadora da edição.Atuou pelo Pinheiros/Mackenzie  na temporada 2008-09,  vestindo a camisa#12 do clube disputou a Superliga Brasileira A 2008-09 avançou as quartas de final, terminou em quinto lugar.
Em 2009 em excursão pela Europa com a Seleção Juvenil,  Roberta foi a melhor jogadora do Torneio Internacional Juvenil da Polônia.No mesmo ano representou a Seleção Brasileira no Campeonato Mundial Juvenil, disputado nas cidades mexicanas de Tijuana e Mexicali, ocasião que vestia a camisa#12 e sagrou-se medalhista de bronze.
Renovou com o Pinheiros/Mackenzie  e sagrou-se campeã do Campeonato Paulista em 2009 e disputou a correspondente Superliga Brasileira A, camisa#9 encerrando por este clube na quarta posição.Foi contratada pelo  Unilever/RJ  para atuar na jornada 2010-11.Obteve o ouro no Campeonato Carioca de 2010, camisa#9 e conquistou seu primeiro título na correspondente Superliga Brasileira A.
Em 2011 foi convocada para Seleção Brasileira de Novas para disputar sua primeira  edição de Universíada de Verão, esta sediada em Shenzhen-China, na qual conquistou a medalha de ouro.No ano de 2011 conquista pela Unilever/RJ mais um título do Campeonato Carioca, também o bronze no Torneio Internacional  Top volley 2011 na Suíça e alcançou na Superliga Brasileira A 2011-12, vestia a camisa#9 o vice-campeonato.
Em mais uma jornada pela Unilever/Sky/RJ obteve o tricampeonato do  Campeonato Carioca  de 2012> e alcançou o bicampeonato na Superliga Brasileira A 2012-13 e conquistou seu primeiro ouro no Campeonato Sul-Americano de Clubes em 2013, realizado no Peru, obtendo q qualificação para o Campeonato Mundial de Clubes sediado em Zurique-Suíça , quando vestiu a camisa#12 e foi medalhista de prata, nas estatísticas foi a sétima no fundamento do levantamento, mesmo não sendo a titular do time e a vigésima entre as atletas com melhor saque.
Novamente foi convocada para representar a Seleção Brasileira de Novas na edição da Universíada de 2013, na qual vestiu a camisa#12 e conquistou sua segunda medalha na em participações nesta competição, encerrando com a medalha de prata na Universíada de Verão de 2013.
Roberta renovou com a Unilever/RJ na temporada seguinte, conquistou seu tricampeonato nacional . Foi a terceira Melhor Sacadora e a nona com melhor desempenho no levantamento .
Em 2014 disputou e alcançou o bronze na Copa Brasil de 2014 em Maringá-Paraná, após eliminação nas semifinais.Renovou contrato com a mesma equipe que voltou a utilizar a alcunha “Rexona-Ades/RJ” disputou as competições do período 2014-15 contribuiu para a conquista do décimo primeiro título do Campeonato Carioca do clube e disputou a Superliga Brasileira A conquistando mais uma vez o título .
Pela primeira vez integrou o elenco principal da Seleção Brasileira e disputou o Grand Prix de 2015, vestiu a camisa#17, ocasião que obteve a medalha de bronze e foi a décima segunda melhor atleta no levantamento.
No final da temporada 2014-15  pelo Rexona-Ades/RJ conquistou o título do Campeonato Sul-Americano de Clubes de 2015, realizado em Osasco, Brasil,.Também disputou o Campeonato Mundial de Clubes referente ao  mesmo ano , vestia a camisa#9, a equipe encerrou na quarta posição, individualmente foi a sétima atleta com melhor desempenho no levantamento.
Renovou com o Rexona-Ades/RJ para 2015-16 e conquistou o título do Campeão Carioca de 2015, da mesma forma que obteve o título da Supercopa Brasileira e conquistou a Copa Brasil de 2016 realizada em Campinas.Em 2016 foi convocada para Seleção Brasileira e disputou a edição do Grand Prix, cuja fase final ocorreu em Bangkok, vestindo a camisa #9 disputou todas as fases da competição finalizando com a conquista do título.
Na temporada 2016-17, jogou mais uma vez pelo Rexona-Sesc/RJ, sendo campeã da Superliga e do Campeonato Sulamericano de Clubes e vice-campeã do Campeonato Mundial de Clubes. Em 2017, conquistou pela Seleção Brasileira o título do Montreux Volley Masters de 2017, onde foi eleita a melhor levantadora, e o título do Grand Prix.
Disputando sua primeira Olimpíada em Tóquio 2020, venceu a prata, e ficou notória por beijar a medalha no pódio. Após os Jogos juntou-se ao time polonês Lodz.
Em 2022, foi vice-campeã da Liga das Nações 2022 em Ankara, Turquia, perdendo a final para a Itália, e do Campeonato Mundial  2022
em Apeldoorn, na Holanda, após derrota para a Sérvia na decisão.
Em 2024, ganhou sua segunda medalha olímpica com um bronze em Paris 2024.

## Clubes
- São Caetano (2006-2007)
- Mackenzie (2007-2008)
- Pinheiros (2008-2010)
- Flamengo/Sesc-RJ (2010-2019)
- Osasco (2019-2021)
- ŁKS Łódź (2021- 2023)
- Türk Hava Yolları Spor Kulübü (2024-)

## Títulos e resultados
- Campeonato Mundial de Clubes: 2015[59]
- Campeonato Mundial de Clubes: 2013, 2017
- Superliga Brasileira A: 2010-11[29], 2012-13[36], 2013-14[45], 2014-15[53], 2015-2016, 2016-2017
- Superliga Brasileira A: 2011-12[35]
- Superliga Brasileira A:2009-10[26]
- Supercopa Brasileira:2015 [61]
- Copa Brasil:2016 [62]
- Copa Brasil:2014[48]
- Campéonato Brasileiro de Seleções Estaduais Infanto-Juvenil (Primeira Divisão):2005[9]
- Campéonato Brasileiro de Seleções Estaduais Infanto-Juvenil (Divisão Especial):2003[5].
- Campeonato Carioca: 2010[27], 2011[31][32], 2012[32], 2013[44], 2014[51], 2015[51], 2016, 2018
- Campeonato Carioca: 2017
- Campeonato Paulista: 2009[24]
- International Cup Pré-Mirim:2003[1]
- Jogos Olímpicos Paris 2024 (pela Seleção Brasileira)
- Liga das Nações (2025,2022, 2021e 2019), Jogos Olímpicos de Tóquio 2020 (pela Seleção Brasileira).

## Premiações individuais
- 3ª Melhor Sacadora da Superliga Brasileira A 2013-14
- Melhor Levantadora do Campeonato Sul-Americano Juvenil de 2008
- Melhor Atleta do da Taça Paraná Mirim de 2003
- Melhor levantadora da Superliga Brasileira A 2017-2018 série A
- Melhor levantadora do Montreux Volley Masters 2017
- Melhor Levantadora do Campeonato Sul-Americano de Clubes de Voleibol Feminino de 2017